# Козелл, Михаил Георгиевич
Михаил Георгиевич Козелл (20 октября 1911, Астрахань, Российская империя — 26 июля 1993, Санкт-Петербург, Российская Федерация) — советский художник, живописец, пейзажист, педагог, член Санкт-Петербургского Союза художников (до 1992 года — Ленинградской организации Союза художников РСФСР).

## Биография
Родился 20 октября 1911 года в Астрахани в семье артистов. В 1925 году начал занятия в Астраханском художественно-педагогическом техникуме у П. А. Власова, получив к 1930 году основательную профессиональную подготовку.
В 1931 году для продолжения учёбы приехал в Ленинград и в 1933 году поступил на живописное отделение Ленинградского института живописи, скульптуры и архитектуры. Занимался у педагогов Михаила Бернштейна, Аркадия Рылова, Александра Любимова, Владимира Серова.
В 1939 году окончил Ленинградский институт живописи, скульптуры и архитектуры по мастерской Исаака Бродского с присвоением звания художника живописи. Дипломная работа — картина «Михаил Калинин среди земляков-колхозников» (находится в Тверской областной художественной галерее).
После окончания института под руководством профессора Р. Р. Френца участвовал в работе по созданию панорамы «Оборона Петрограда». С конца 1939 года по 1948 год проходил военную службу на Дальнем Востоке. Награждён медалями «За боевые заслуги», «За победу над Японией», «За победу над Германией».
После возвращения в Ленинград с 1948 по 1991 год преподавал живопись и рисунок в Средней художественной школе (ныне Художественный Лицей имени Б. В. Иогансона) при Академии художеств СССР.
Михаил Козелл начал показывать свои работы на выставках ещё в предвоенные годы. С 1949 года участвовал в выставках, экспонируя свои работы вместе с произведениями ведущих мастеров изобразительного искусства Ленинграда. Писал жанровые и историко-революционные композиции, портреты, пейзажи, этюды с натуры. Работал в технике масляной живописи и карандашного рисунка. Персональная выставка в Ленинграде (1991). Признание получил как мастер пейзажной живописи. Излюбленный мотив художника — старые дачи в окрестностях Ленинграда с их особым настроением заброшенности и запустения. Тяготел к пленэрному письму. Колорит работ сдержанный, с преобладанием желто-коричневых и серо-зеленых тонов. Для манеры характерна пастозная кладка разбеленной краски, энергичный мазок, конструктивный, несколько обобщенный рисунок.
Лучшие пейзажи художника привлекают не внешним правдоподобием, а подлинностью передачи сокровенной жизни природы, тонким чутьем автора, с которым он улавливает её состояние и происходящие в нём перемены. Среди них показанные на крупнейших выставках картины и этюды «Зимний этюд» (1960), «К весне», «Начало марта» (обе 1961), «Дорога в гору» (1962), «Вспаханная земля», «Поселок Дачное» (обе 1963), «Весенний день» (1964), «Осень в Парголово», «Коровник» (обе 1967), «Затон (Астрахань)» (1968), «Осенняя дорога», «Весной» (обе 1969), «К концу зимы» (1970), «Деревня Федорково» (1971), «Лаврики», «Поселок Юкки» (обе 1972), «Весна в деревне» (1973), «Под вечер» (1975), «В осеннем уборе», «Под Пудостью» (обе 1978), «Март», «Ранняя весна» (обе 1980) и другие.
Михаил Козелл был членом Ленинградской организации Союза художников РСФСР с 1962 года.
Скончался 26 июля 1993 года в Санкт-Петербурге на 82-м году жизни.
Произведения М. Г. Козелла находятся в музеях и частных собраниях в России, Японии, Италии, Бельгии, Швеции, Великобритании, США и других странах.

## Выставки
- 1960 год (Ленинград): Выставка произведений ленинградских художников 1960 года в залах ЛОСХ.
- 1961 год (Ленинград): Выставка произведений ленинградских художников 1961 года.
- 1962 год (Ленинград): Осенняя выставка произведений ленинградских художников 1962 года.
- 1964 год (Ленинград): Ленинград. Зональная выставка произведений ленинградских художников 1964 года.
- 1968 год (Ленинград): Осенняя выставка произведений ленинградских художников 1968 года.
- 1969 год (Ленинград): Весенняя выставка произведений ленинградских художников 1969 года.
- 1970 год (Ленинград): Выставка произведений ленинградских художников, посвященная 25-летию победы над фашистской Германией.
- 1972 год (Ленинград): По Родной стране. Выставка произведений ленинградских художников 1972 года.
- 1974 год (Ленинград): Весенняя выставка произведений ленинградских художников 1974 года.
- 1975 год (Ленинград): Наш современник. Зональная выставка произведений ленинградских художников 1975 года.
- 1976 год (Ленинград): Портрет современника. Пятая выставка произведений ленинградских художников 1976 года.
- 1977 год (Ленинград): Выставка произведений ленинградских художников 1977 года, посвящённая 60-летию Великого Октября.
- 1978 год (Ленинград): Выставка произведений художников - ветеранов Великой Отечественной войны.
- 1978 год (Ленинград): Осенняя выставка произведений ленинградских художников 1978 года.
- 1980 год (Ленинград): Зональная выставка произведений ленинградских художников 1980 года.
- 1981 год (Ленинград): Выставка произведений художников - ветеранов Великой Отечественной войны.
- 1987 год (Ленинград): Выставка произведений художников - ветеранов Великой Отечественной войны.
- 1991 год (Ленинград): Выставка произведений Михаила Георгиевича Козелла в залах Ленинградской организации Союза художников РСФСР.
- 1993 год (Санкт-Петербург): Выставка произведений художников - участников Великой Отечественной войны Санкт-Петербургского Союза художников России.
- 1994 год (Санкт-Петербург): Выставка «Ленинградские художники. Живопись 1950-1980 годов» в залах Санкт-Петербургского Союза художников.
- 1994 год (Санкт-Петербург): Выставка «Этюд в творчестве ленинградских художников 1940-1980 годов» в Мемориальном музее Н. А. Некрасова.
- 1995 года (Санкт-Петербург): Выставка «Лирика в произведениях художников военного поколения. Живопись. Графика» в Мемориальном музее Н. А. Некрасова.